# 五岭管茎过路黄
五岭管茎过路黄（学名：Lysimachia fistulosa var. wulingensis）为报春花科珍珠菜属管茎过路黄的变种。分布于中国大陆的湖南、广东、云南、江西、贵州、广西等地，生长于海拔500米至1,100米的地区，常生长在山谷溪边草地或林下，目前尚未由人工引种栽培。